# Koncert noworoczny Filharmoników Wiedeńskich

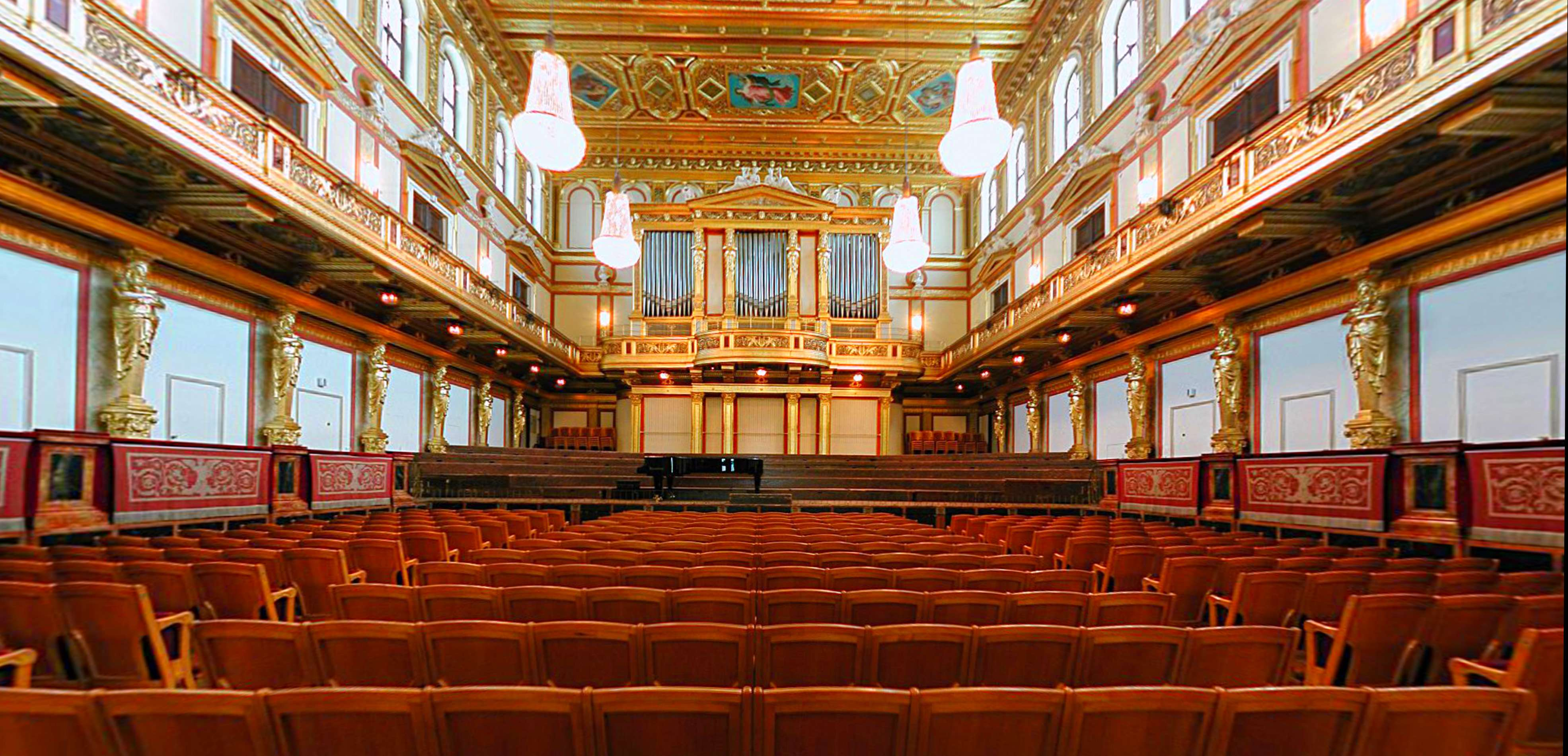
Wielka („Złota”) Sala Wiener Musikverein, w której grany jest Koncert Noworoczny

Koncert noworoczny Filharmoników Wiedeńskich (niem. Neujahrskonzert der Wiener Philharmoniker) – rokroczna inicjatywa muzyczna, zapoczątkowana przez Josepha Goebbelsa, ministra propagandy i oświecenia publicznego III Rzeszy, (po anschlusie Austrii w 1938), który chciał uczynić nazistowski już wtedy Wiedeń miastem kultury i muzyki. W 1938 roku Filharmonicy Wiedeńscy byli już „oczyszczeni z Żydów” (judenrein) – orkiestra pozbyła się kilkunastu muzyków „niewłaściwego pochodzenia”, a w 1942 roku na stu dwudziestu trzech członków orkiestry sześćdziesięciu należało do NSDAP. Koncert jest wykonywany przez Filharmoników Wiedeńskich od 31 grudnia 1939 roku (sylwester 1939).
Koncert poświęcony jest głównie kompozytorom z rodziny Straussów (Johannom Straussom ojcu i synowi, oraz Józefowi i Eduardowi), ale zawiera także utwory innych kompozytorów. Sam koncert wzbogacany bywa występami zespołu baletowego Opery Wiedeńskiej, a także pewnymi elementami żartobliwymi, w tym z udziałem publiczności inspirowanej przez dyrygenta. Od 1959 transmitowany jest, w ramach odpowiednio Euroradia oraz Eurowizji, przez liczne stacje radiowe i telewizyjne. W Polsce koncert transmitowany jest przez Program Drugi Polskiego Radia, Program Drugi Telewizji Polskiej, oraz TVP Kultura. Wieloletnim komentatorem transmisji telewizyjnej był Bogusław Kaczyński.
Pierwszy raz koncert wykonany był w sylwestra 1939, następne – począwszy od roku 1941 odbywały się w Nowy Rok. Tradycyjnie wykonywane są podczas tego koncertu walc „Nad pięknym modrym Dunajem” (od 1945) i „Marsz Radetzky’ego” (od 1946). Sala koncertowa przystrajana jest kwiatami. W latach 1980–2013 były one przekazywane w darze z włoskiego miasta San Remo, zaś od 2014 pochodzą one z ogrodów miejskich Wiednia.
Koncert w 2021 odbył się bez udziału publiczności z powodu pandemii COVID-19 i był jak dotąd jedynym takim koncertem noworocznym.

## Bilety
Miejsca w Filharmonii na Koncert Noworoczny rezerwowane są nie mniej niż rok naprzód. 
W rzeczywistości odbywają się trzy koncerty o takim samym repertuarze.
Najsłynniejszy z nich to Koncert Noworoczny (1 stycznia), wcześniej ma miejsce Koncert Sylwestrowy (31 grudnia), a 30 grudnia ma miejsce koncert próbny.
Na każdy z powyższych koncertów można wylosować bilety, jedynym warunkiem jest wypełnienie odpowiedniego formularza na stronie Filharmoników Wiedeńskich. Formularz taki pojawia się w styczniu bądź lutym na rok przed daną serią „koncertów noworocznych”. Formularz jest dostępny w języku niemieckim i angielskim. Na każdy z trzech wymienionych koncertów należy wypełnić osobny formularz. Ceny biletów zależą od rodzaju koncertu. Bilety na koncert noworoczny wahają się od 35 do 1200 euro, za koncert sylwestrowy – od 25 do 860 euro, a za koncert próbny – od 20 do 495 euro.
Osoby, którym powiedzie się w trakcie losowania, otrzymują w lutym lub marcu listowne zawiadomienie o wygranych biletach, należy zapłacić za nie przelewem do końca czerwca danego roku. Osoby, którym się nie powiodło, otrzymują zawiadomienie drogą elektroniczną (e-mail).

## Dyrygenci
- Clemens Krauss, 1939, 1941–1945, 1948–1954
- Josef Krips, 1946–1947
- Willi Boskovsky, 1955–1979
- Lorin Maazel, 1980–1986, 1994, 1996, 1999, 2005
- Herbert von Karajan, 1987
- Claudio Abbado, 1988, 1991
- Carlos Kleiber, 1989, 1992
- Zubin Mehta, 1990, 1995, 1998, 2007, 2015
- Riccardo Muti, 1993, 1997, 2000, 2004, 2018, 2021, 2025
- Nikolaus Harnoncourt, 2001, 2003
- Seiji Ozawa, 2002
- Mariss Jansons, 2006, 2012, 2016
- Georges Prêtre, 2008, 2010
- Daniel Barenboim, 2009, 2014, 2022
- Franz Welser-Möst, 2011, 2013, 2023
- Gustavo Dudamel, 2017
- Christian Thielemann, 2019, 2024
- Andris Nelsons, 2020
- Yannick Nézet-Séguin, 2026